# 쥘리아 집합

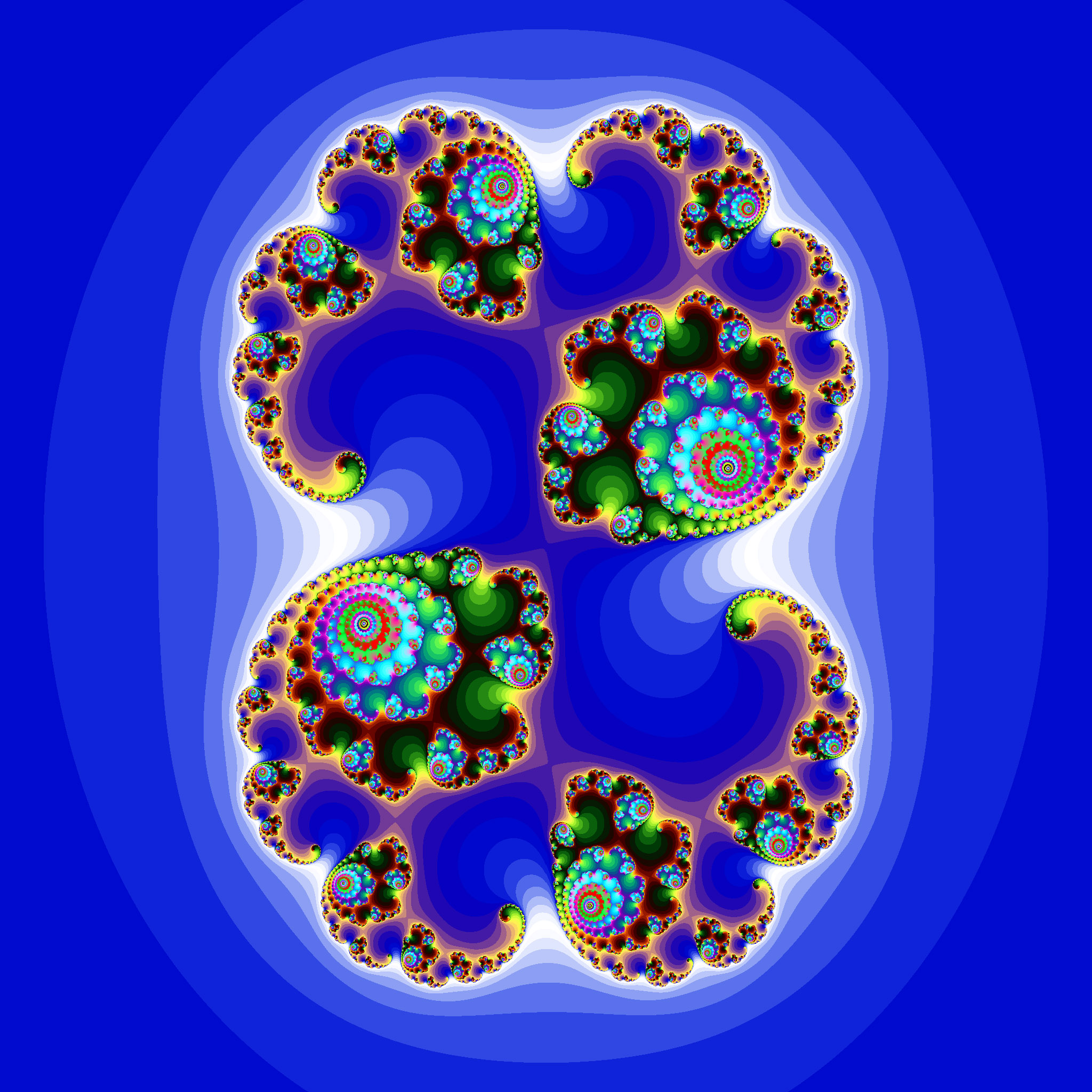
쥘리아 집합.

쥘리아 집합(영어: Julia set)은 가스통 쥘리아가 고안한 프랙탈의 일종이다.

## 정의
쥘리아 집합은 주어진 복소수 c에 대해서 다음 점화식에 따라 정의된 수열이 발산하지 않는 성질을 갖도록 하는 복소수 z의 집합으로 정의된다.
zn+1 = zn2 + c
위의 점화식은 망델브로 집합의 것과 같지만, 망델브로 집합은 z0=0+0i일 때 z를 발산하지 않게 하는 c의 집합이라는 점이 다르다. 즉, z와 c의 역할이 뒤바뀐 것이다.
쥘리아 집합은 망델브로 집합과 동일하게 자기유사성을 가지며 가까운 두 점이 서로 다른 양상을 보이는 초기 조건의 민감성도 가진다.

## 같이 보기
- 극한 집합
- 혼돈 이론